# 228165 Mezentsev
228165 Mezentsev este un asteroid din centura principală de asteroizi.

## Descriere
228165 Mezentsev este un asteroid din centura principală de asteroizi. A fost descoperit pe 26 septembrie 2009 la Tzec Maun de D. Chestnov și A. Novichonok. Asteroidul prezintă o orbită caracterizată de o semiaxă mare de 2,69 ua, o excentricitate de 0,11 și o înclinație de 10,0° în raport cu ecliptica.